# Håkon Brusveen
Håkon Brusveen (Vingrom, 15 juli 1927 – Lillehammer, 21 april 2021) was een Noors langlaufer. 

## Carrière
Brusveen was aangewezen als reserve voor de Olympische Winterspelen 1960, maar na een indrukwekkende wedstrijd een paar dagen voor vertrek werd Brunsveen op verzoek van koning Olaf V toegevoegd aan de ploeg. Brusveen won goud op de 15 kilometer en verspeelde als slotloper een voorsprong van 20 seconden op de estafette en eindigde als tweede op 0,8 seconden. Van 1963 tot en met 1997 deed Brusveen als journalist verslag van het langlaufen.

## Belangrijkste resultaten

### Olympische Winterspelen
| Editie | Plaats            | Resultaten            |
| ------ | ----------------- | --------------------- |
| 1956   | Cortina d'Ampezzo | 5e 15 km 4e estafette |
| 1960   | Squaw Valley      | 15 km · estafette     |

### Wereldkampioenschappen langlaufen
| Jaar | Plaats            | Resultaten            |
| ---- | ----------------- | --------------------- |
| 1956 | Cortina d'Ampezzo | 5e 15 km 4e estafette |
| 1958 | Lahti             | 5e 15 km              |
| 1960 | Squaw Valley      | 15 km · estafette     |